# Behind the Bridge to Elephunk
Behind the Bridge to Elephunk é o primeiro DVD do grupo norte-americano de hip-hop Black Eyed Peas, lançado em 2004. O DVD traz para a coleção de quase todos os videoclipes lançados até aquele ano, desde seu primeiro álbum, Behind the Front (1998), até o álbum Elephunk (2003). O DVD foi um sucesso em termos de vendas, e foi, além da reunião de singles, uma forma de contar a história da banda.

## Faixas
1. "Let's Get Retarded"
2. "Hey Mama"
3. "Shut Up"
4. "Where is the Love?"
5. "BEP Empire"
6. "Weekends"
7. "Get Original"
8. "Request + Line"
9. "Fallin' Up"
10. "Joints & Jam"
11. "Karma"
12. "What it Is"
13. "Head Bobs"

### Bônus
- "Shut Up"
- Boogie That Be
- Discover Hip-Hop
- Photo Gallery
- BEP Thank You's

### Making-off
- "Shut Up"
- "Where Is The Love?"
- "Hey Mama"